# Peter Munguti Makau
Peter Munguti Makau IMC (* 6. Mai 1975 in Nairobi) ist ein kenianischer römisch-katholischer Ordensgeistlicher und Bischof von Isiolo.

## Leben
Peter Munguti Makau trat der Ordensgemeinschaft der Consolata-Missionare bei und studierte nach dem Postulat Philosophie am Consolata Seminary in Nairobi. Das Noviziat absolvierte er in Sagana und legte am 6. August 1999 die erste Profess ab. Das Theologiestudium absolvierte er am Institut Saint-Eugène de Mazenod in Kinshasa in der Demokratischen Republik Kongo. Peter Munguti Makau legte am 5. Dezember 2003 die ewige Profess ab und empfing am 20. November 2004 das Sakrament der Priesterweihe.
Nach der Priesterweihe studierte er an der Universidad Monteávila in Caracas Kanonisches Recht. Von 2006 bis 2014 war er Pfarrer in Carapita im Erzbistum Caracas. Von 2014 bis 2019 war er stellvertretender Superior der Consolata-Missionare in Venezuela. Ab 2019 war er Provinzial der Ordensprovinz für Kenia und Uganda.
Papst Franziskus ernannte ihn am 4. Mai 2024 zum Koadjutorbischof von Isiolo. Der scheidende Apostolische Nuntius in Kenia, Erzbischof Hubertus van Megen, spendete ihm am 27. Juli desselben Jahres im Freien neben der Kathedrale von Isiolo die Bischofsweihe. Mitkonsekratoren waren der Erzbischof von Nyeri, Anthony Muheria, und der Bischof von Isiolo, Anthony Ireri Mukobo IMC.
Mit dem Rücktritt Anthony Ireri Mukobos am 28. September 2024 folgte er diesem als Bischof von Isiolo nach.